# No te apartes de mí (álbum)
No te apartes de mí es el nombre del tercer álbum de estudio del cantante mexicano Yahir. Fue lanzado al mercado por Warner Music en 2005. Esta producción es una versión de varios éxitos del cantante brasileño Roberto Carlos.
Fue reeditado en 2006 con cuatro temas adicionales, incluyendo el tema Amiga a dueto con Yuridia y una versión extendida de Jesús Cristo.

## Lista de canciones

### Edición estándar
| No te apartes de mí |                                          |          |  |
| N.º                 | Título                                   | Duración |  |
| 1.                  | «Amada, Amante»                          | 4:19     |  |
| 2.                  | «No te Apartes de mí»                    | 4:05     |  |
| 3.                  | «Un gato en la obscuridad»               | 3:43     |  |
| 4.                  | «No me voy a quedar»                     | 3:20     |  |
| 5.                  | «Detalles»                               | 5:15     |  |
| 6.                  | «La paz de tu sonrisa»                   | 4:46     |  |
| 7.                  | «Sabores»                                | 4:25     |  |
| 8.                  | «La distancia»                           | 4:23     |  |
| 9.                  | «Propuesta»                              | 4:19     |  |
| 10.                 | «Si tú piensas»                          | 3:44     |  |
| 11.                 | «Fuerza extraña»                         | 4:12     |  |
| 12.                 | «Que será de ti»                         | 3:38     |  |
| 13.                 | «Jesús Cristo»                           | 3:54     |  |
| 14.                 | «No te Apartes de mí (versión acústica)» | 4:09     |  |

| Reedición 2006 |                                                                              |          |  |
| N.º            | Título                                                                       | Duración |  |
| 13.            | «No te Apartes de mí (versión acústica)»                                     | 4:09     |  |
| 14.            | «Amiga» (con Yuridia)                                                        | 4:31     |  |
| 15.            | «No me voy a quedar» (con Juan Gotti)                                        | 3:33     |  |
| 16.            | «Amigo» (con el Coro de infantes de la Basílica de Santa María de Guadalupe) | 4:13     |  |
| 17.            | «Jesús Cristo» (Versión extendida)                                           | 6:20     |  |

## Videos
- 2006 - Detalles
- 2006 - Amiga

- Datos: Q21007268